# 가미쿠니사키촌
가미쿠니사키촌(上国崎村)은 오이타현 히가시쿠니사키군에 있던 촌이다. 현재의 구니사키시의 일부에 해당한다.

## 역사
- 1889년 4월 1일 - 정촌제 시행에 의해 히가시쿠니사키군 가미쿠니사키촌이 성립하였다.
- 1954년 3월 31일 - 구니사키정, 구노우라정, 도미쿠정, 도요사키촌, 아사히촌과 합병해 구니사키시가 되어 소멸하였다.

## 참고문헌
- 角川日本地名大辞典 44 大分県
- 『市町村名変遷辞典』東京堂出版、1990年。